# Una donna così
Una donna così è una canzone scritta, composta e cantata da Gianluca Grignani nel 1995.
Viene inserita nell'album d'esordio di Grignani Destinazione Paradiso

## Tracce
Download digitale
1. Una donna così – 3:47